# Kosai
Kosai (湖西市?) è una città giapponese della prefettura di Shizuoka.